# Carmella Bing
Carmella Bing (* 21. říjen 1981, Salem) je americká pornoherečka známá i pod jmény Carmela Richards nebo Mellons.

## Životopis
Její matce bylo pouhých 15 let a otci 24, když se Carmella Bing narodila. Otec se záhy z jejího života vytratil. Když Bing dosáhla 18 let, začala pracovat v nočním klubu jako tanečnice. Později se přestěhovala do Las Vegas, kde pracovala jako eskort dívka. Svou kariéru v pornoprůmyslu zahájila ve svých 25 letech v listopadu 2005. V tomto roce se objevila na titulní stránce amerického magazínu Busty Beauties, který byl do roku 2004 vydáván Larry Flyntem.
Ve svých filmech preferuje Anální sex, často v kombinaci se sexem skupinovým. Kromě pornografie dodnes stále pracuje jako luxusní eskort v Las Vegas.